# La Malédiction du temple maya
Pour plus de détails, voir Fiche technique et Distribution.
La Malédiction du temple maya (Legends of the Hidden Temple) est un téléfilm américain inspiré du jeu télévisé du même nom du milieu des années 1990,, réalisé par Joe Menendez. il a été diffusé le 26 novembre 2016 sur Nickelodeon aux États-Unis et en France le 27 février 2017 sur Nickelodeon France ainsi que le 5 mai 2018 sur France 4.

## Distribution
- Isabela Moner : Sadie
- Colin Critchley : Noah
- Jet Jurgensmeyer : Dudley
- Kirk Fogg : Lui-même
- Daniel Cudmore : Thak
- Michael Benyaer : le roi Olmec
- Ioan Sebastian Tirlui : Zuma
- Catia Ojeda : La mère
- David Michie : Le père
- Dee Bradley Baker : Voix de Olmec
- James Black : Un touriste
- Jon Molerio : Sargento
- Oscar Torre : Chef d'équipe
- Greg Cromer : Chet
- Crystal : Mikey le Singe
- Squire : Étude de Mikey

## Production
Jet Jurgensmeyer a été choisi comme Dudley, le plus jeune des trois frères et sœurs, qui a la capacité de parler à tous les animaux sauf les serpents. Kirk Fogg, le présentateur original de Legends of the Hidden Temple, le jeu télévisé des années 1990 sur lequel le film est basé, revient comme une version fictionnalisée de lui-même, travaillant comme guide touristique. Colin Critchley et Isabela Moner apparaissent également dans le film. Le doubleur Dee Bradley Baker, qui est également du jeu télévisé original, a repris son rôle d'Olmec.